# Valéapáj

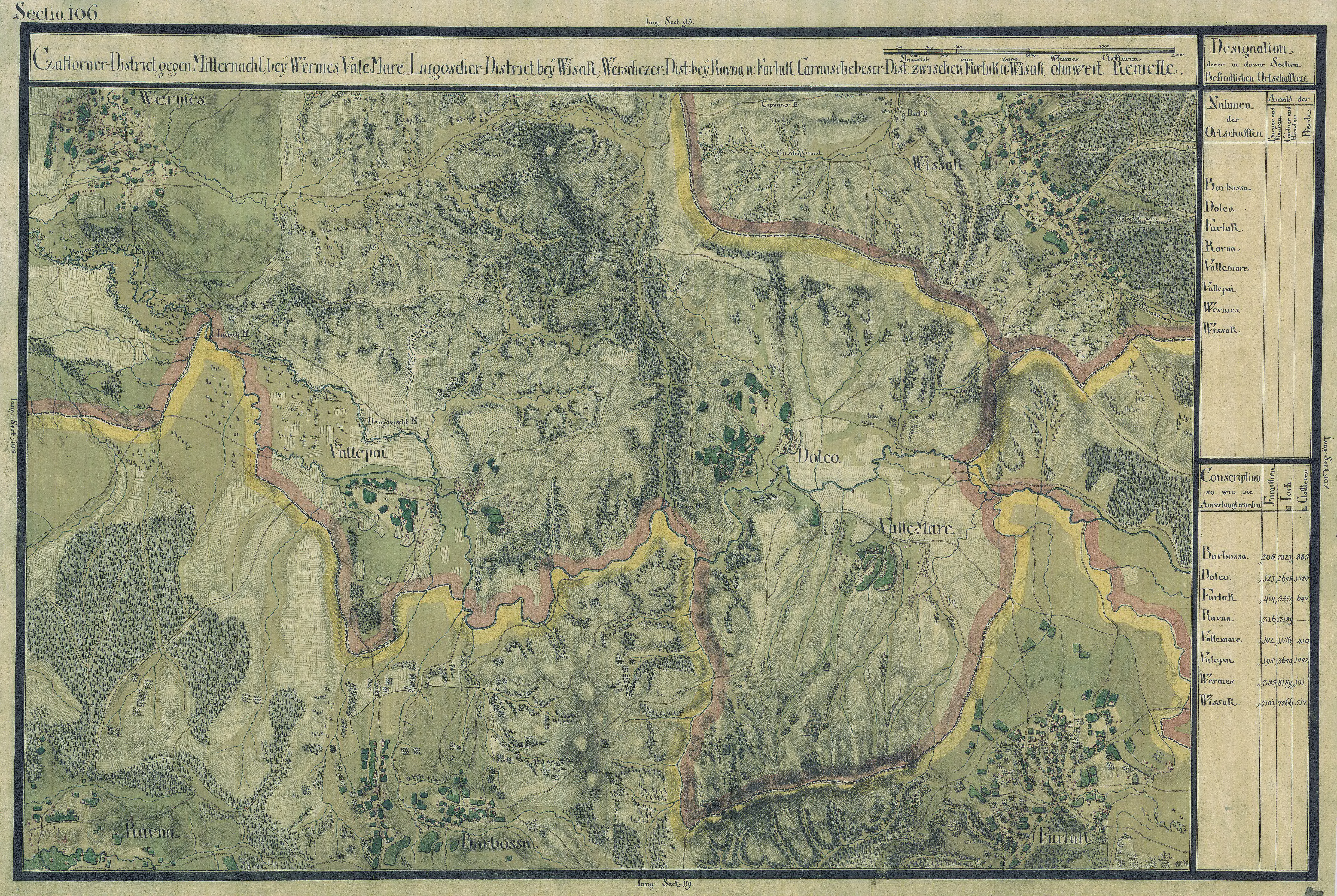
Valéapáj egy régi térképen

Valéapáj románul: Valeapai, falu Romániában, a Bánságban, Krassó-Szörény megyében.

## Fekvése
Boksánbányától északkeletre, a Pogányos vize bal partján fekvő település.

## Története
Valeapáj nevét 1808-ban említette először oklevél Vallepaj, Váleapaj formákban. 1888-ban Valeapaj, 1913-ban Valeapáj néven említették. 
A trianoni békeszerződés előtt Krassó-Szörény vármegye Boksánbányai járásához tartozott.
1910-ben 1199 lakosából 1109 román, 40 magyar, 12 német volt. Ebből 1127 görög keleti ortodox, 30 római katolikus, 19 református volt.

## Nevezetességek
- 19. századi fogadó, a romániai műemlékek jegyzékében a CS-II-m-B-11221 sorszámon szerepel.
- Szűz Mária mennybemenetelének szentelt, 1830-ban épült templom. (CS-II-m-B-11222)
- 19. századi Atanaszevics-kúria (CS-II-m-B-11223)